# Amietia quecketti
Amietia quecketti es una especie  de anfibios de la familia Pyxicephalidae.

## Distribución geográfica
Se encuentra en Lesoto, Zimbabue y en la provincia de KwaZulu-Natal (Sudáfrica).

## Estado de conservación
Se encuentra amenazada de extinción por la pérdida de su hábitat natural.